# ニガイチゴ
ニガイチゴ（苦苺、学名：Rubus microphyllus L.f.）とは、バラ科キイチゴ属に分類される植物の一種。山野に生える落葉低木。別名ゴガツイチゴ。

## 特徴
地下の根は横に這い、あちこちから茎を立てるので、ちょっとした藪を作ることが多い。高さは1-2m、やや立ち上がり、よく分枝して先端はしだれる。茎は少し白粉を持ち、刺が多い。葉は卵形で、基部は切形または心形、先端は円頭または鋭頭。ときに大きく3裂し、縁には細かい鋸歯がある。葉はやや硬く、葉脈でくぼんでいるのでしわに見え、表面には少し光沢がある。葉裏は粉白色。刺は葉柄や葉裏の葉脈上にもでる。
花は短い枝の上につく。この枝には小さい葉がついており、枝先に1個か2個の花を上向きにつける。花弁は白色でやや細く、長さ10-12mm。果実はいわゆるキイチゴの形で甘く食用になるが、小核に苦味があり苦苺と呼ばれる。

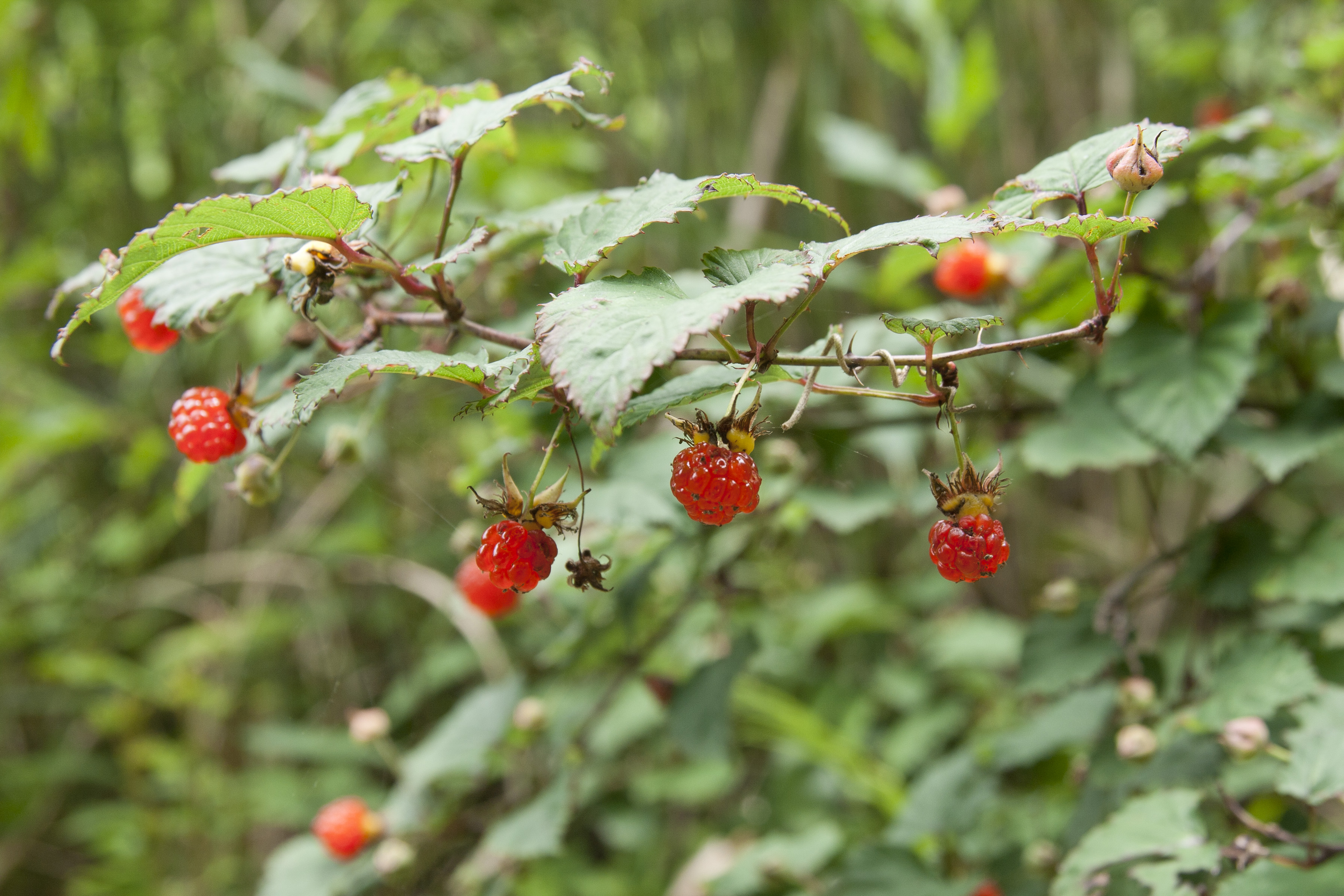
果実
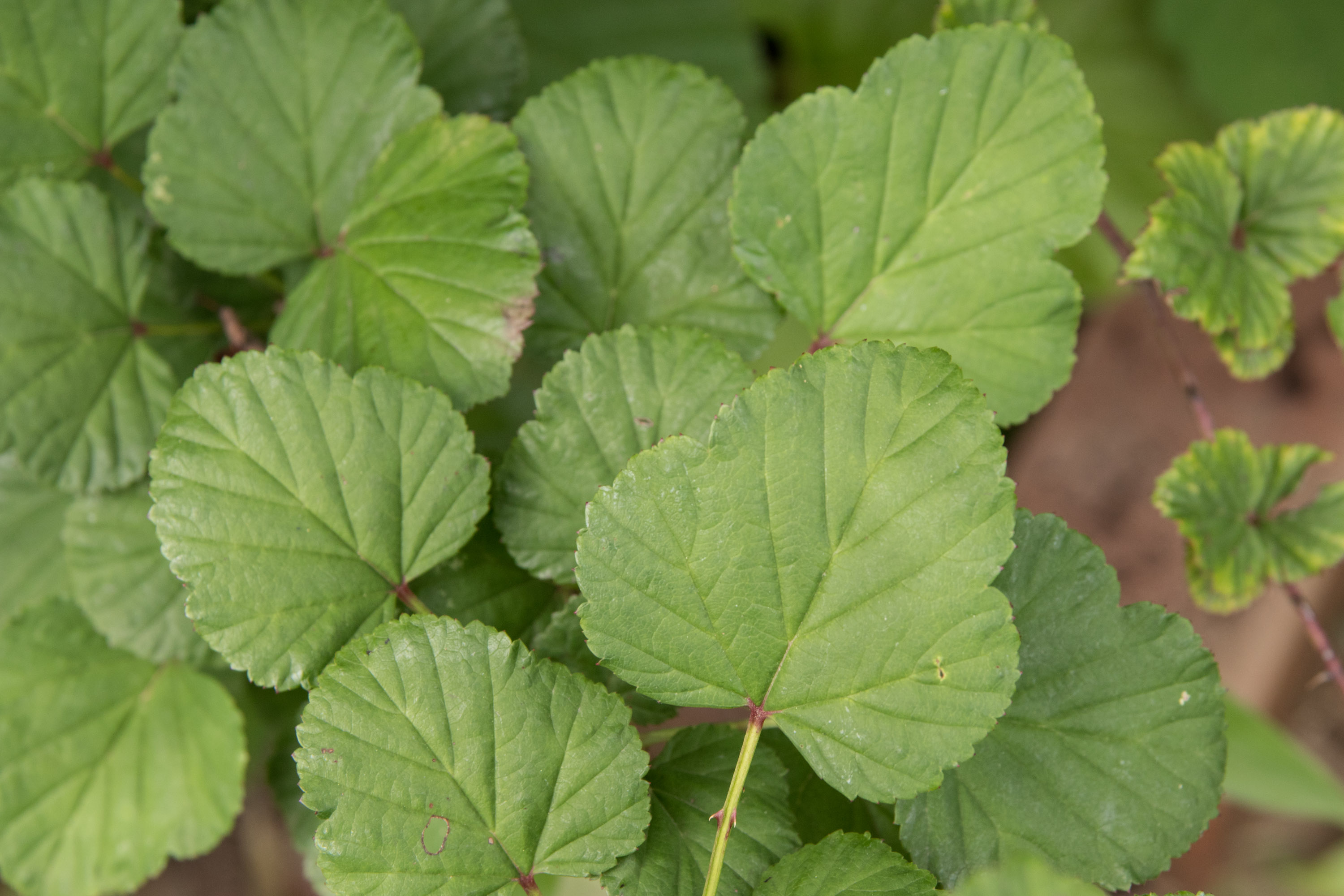
卵形の葉
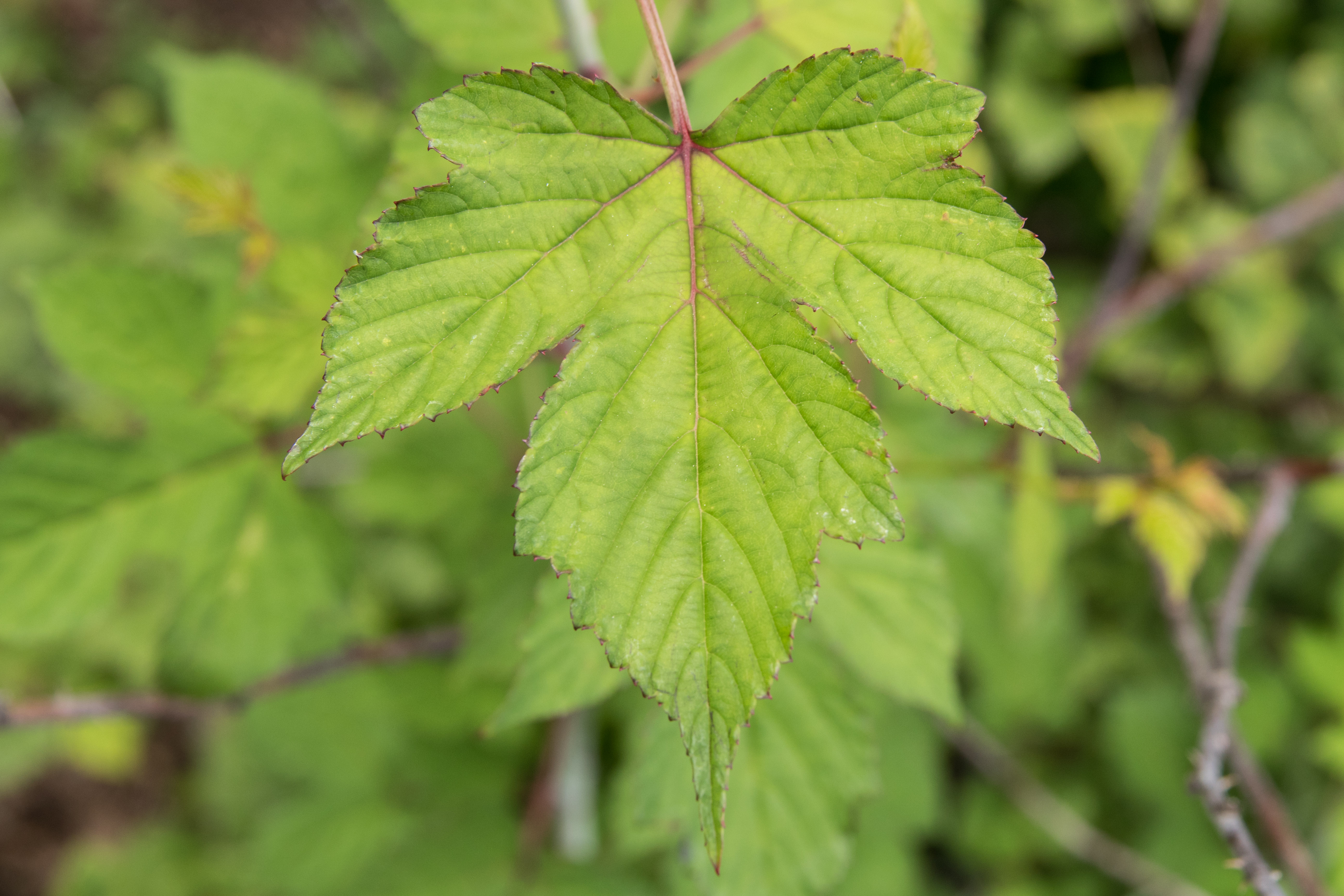
深く3裂した葉

## 分布と生育環境
本州（主に岩手県以南）、四国、九州などに分布。森林内よりも攪乱（かくらん）されたところによく出現する。道ばたに出ることも多い。森林を伐採するとモミジイチゴやクマイチゴと共に伐採跡に茨の藪を形成することがあるが、それらよりは小柄で大きな藪は作らない。鹿児島県や宮崎県などで準絶滅危惧種となっている。

## 近縁種
よく似たものにミヤマニガイチゴ（R. subcrataegifolius (H.Lév. et Vaniot) H.Lév.、シノニム
R. microphyllus subsp. koehneanus (Focke) Sugimoto）がある。葉の先端が尖る、一箇所に複数の花を付ける、花弁が幅広いなど特徴がある。本州の東北地方から近畿地方に分布し、本種より高地に生える。両者の中間的な特徴をもち、線引きの難しい株も珍しくない。